# Ella Fitzgerald
Ella Fitzgerald (født 25. april 1917, død 15. juni 1996) var en af jazzens betydeligste sangerinder, og vinder af 13 grammy-priser.
Hun blev født i Newport News, Virginia og opfostret i Yonkers, New York. Hun voksede op hos sin fraskilte mor, der arbejdede på et vaskeri, mens hun selv løb ærinder for lokale gamblere. Hendes mor døde, da Fitzgerald var femten. Fortvivlet pjækkede hun fra skole og kom på kant med loven. Myndighederne sendte hende til en forbedringsanstalt, hvor hun oplevede mishandling.
Fitzgerald blev opdaget i 1934 af Benny Carter ved Apolloteatret i Harlem, og begyndte sin karriere allerede som 16-årig med Chick Webbs orkerster, som hun overtog ved hans død i 1939. Hun startede siden som solist i 1946 og har lavet talrige plader med blandt andet Louis Armstrong og Duke Ellington. Hun havde også en vigtig støttespiller i starten, da Marilyn Monroe personligt ringede til en af de store klubber Mocambo (en), og lovede at sidde ved et bord foran scenen fem aftner i stræk, sådan at Ella Fitzgerald kom til at synge. 
Tre år i stræk vandt hun prisen for Bedste kvindelige vokalist. Hun har fået en stjerne på Hollywood Walk of Fame og er tildelt Præsidentens frihedsmedalje af præsident George H.W. Bush.
Hun var gift tre gange, heraf i seks år med den store jazz-bassist Ray Brown. De sidste år af sit liv led hun af hjerteproblemer og fik begge ben amputeret pga. diabetes.